# هيماجل برديش
هِمَاجَل بَرَدِيش أو هِماشل برديش (نقحرة: هيماچال پرادش)(بالهندستانية: )(باللغة الهندية: हिमाचल प्रदेश، بالبنجابية: ਹਿਮਾਚਲ ਪ੍ਰਦੇਸ਼، pronounced [hɪma:tʃəl prəd̪e:ʃ] (مساعدة·معلومات) المعنى: المنحدرات الثلجية) هي ولاية جبلية تقع في أقصى شمالي الهند في الجزء الغربي من جبال الهيمالايا، تشتهر الولاية بمناظرها الطبيعية الخلابة وجغرافيته يحد الولاية من الشمال أقاليم جامو وكشمير ولداخ ومن الغرب ولاية البنجاب ومن الجنوب الغربي ولاية هريانة، ومن الجنوب الشرقي ولاية أتّراكند ولها حدود قصيرة جدًا مع ولاية أتّر برديش من الجنوب، كما لها حدود دولية مع منطقة التبت ذاتية الحكم الصينية من الشرق. 
سُكنت منطقة الولاية الحالية في عصور ما قبل التاريخ وشهدت موجات هجرات من مناطق مختلفة فيما بعد ذلك. حكم المنطقة في أغلب عصرها ممالك محلية وتبعت أحيانا للمماليك الكبرى التي سيطرت على الهند أو التبت. قبل استقلال الهند كانت هماجل جزءًا من مقاطعة البنجاب البريطانية، ثم أصبحت إقليم اتحادي ضمت إليها جميع المناطق الجبلية في ولاية البنجاب في عام 1966 وأصبحت ولاية في عام 1971.
تتخلل الولاية العديد من الأنهار الجارية. يعتمد اقتصاد الولاية على الزراعة والبستنة والطاقة الكهرومائية والسياحة. على أن الولاية جبلية إلا أن 99.5% من الأسر فيها تصلها الكهرباء وذلك في عام 2016. ذكرت CMS-India لبحوثات الفساد في عام 2017 أن هماجل برديش هي الولاية الأقل فسادًا في الهند.

## التسمية
يصف اسم الولاية حالتها الجغرافية فيعني اسم هماجل المنحدرات الثلجية (بالسنسكريتية: هيما تعني الثلج وتعني جل المنحدرات أو الأرض). تعني برديش ولاية، سمى الولاية عالم السنسكريتية ديواكار دات شارما. تُعرف الولاية أيضًا بأسماء مثل ديف بهومي أو ديف بومي والتي تعني أرض الآلهة، وفير بهومي التي تعني أرض الشجعان.

## التاريخ

### التاريخ القديم

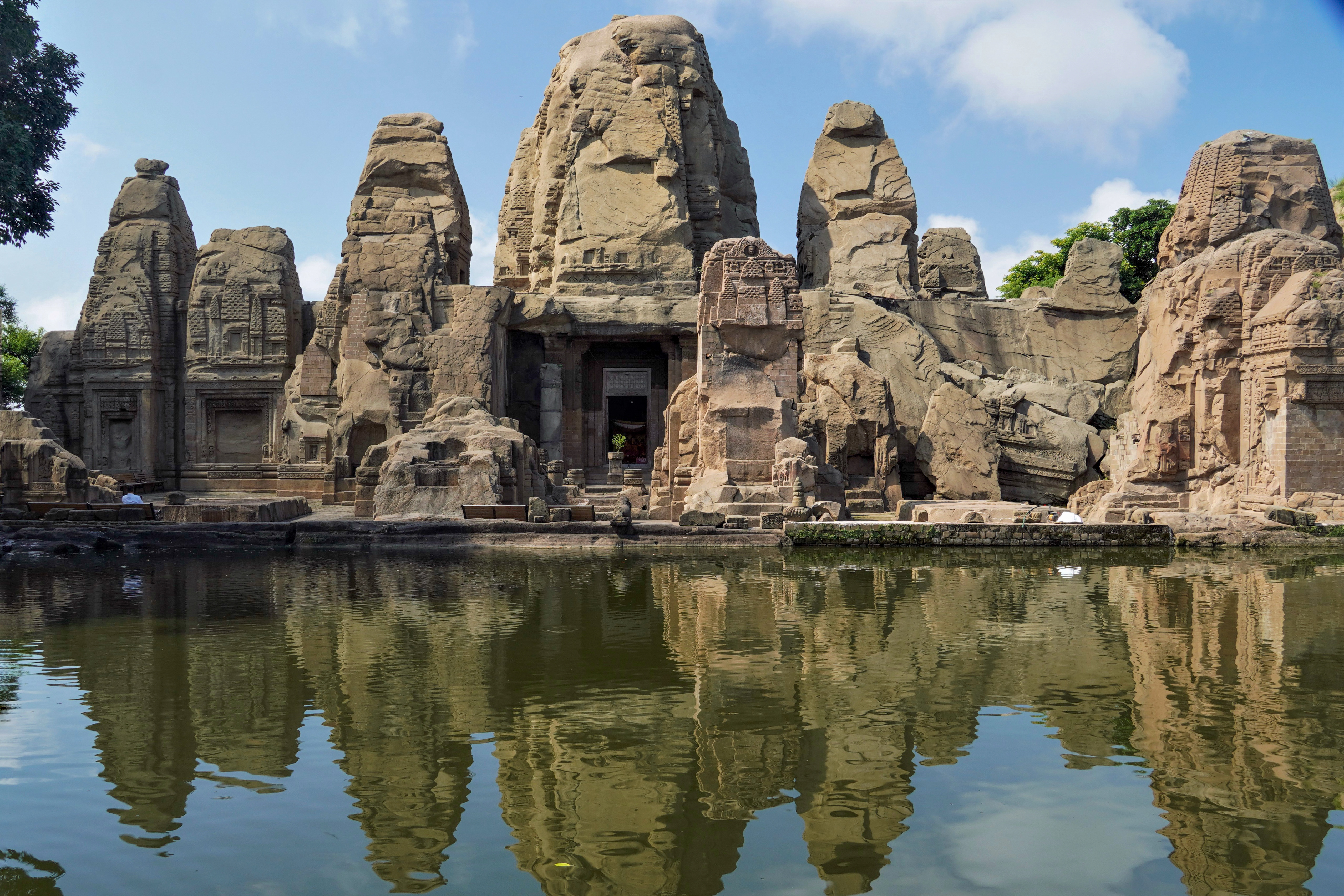
معابد صخرية في مسرور عائدة لقرن الثامن الميلادي

كان السكان الأوائل في هِماجل بَرديش من قبائل الداهسا والكنير والكيرات والخاراسا البدوية، وتبعهم قبائل الكولي والهالي والداجي والداوغري والداسا والخاسا والكانورا والكيراتي. سكن الولاية أناس من حضارة وادي السند التي ازدهرت بين عامي 2250 و1750 قبل الميلاد. يعتقد البعض أن قبائل الكولي وموندا هم أول من سكن تلال هماجل برديش الحالية تلاهم قبائل البوتاس والكيراتي.
كان يحكم الولاية في الفترة الفيدية العديد من الجمهوريات الصغيرة المعروفة بـجانابادا والتي غزتها إمبراطورية جوبتا وقت مجدها، وعندما اندثرت الإمبراطورية حكمت المنطقة سلالة بوشيابهوتي والتي ظلت تحكمها حتى نهاية حكم الملك هارشا الذي قسمت المنطقة في عهده إلى عدة كيانات محلية يقودها زعماء القبائل بعضهم من الراجبوت. كان لهذه المملك قدر كبير من الاستقلالية وكانت سلطنة دلهي تغزوهم عدة مرات.

### العصور الوسطى
غزا محمود الغزنوي كانجرا في بداية القرن الحادي عشر. تبعه تيمورلنك وسكندر اللودهي اللذان دخلا المنطقة من تلالها السفلى للولاية وفتحا العديد من الحصون وخاضا العديد من المعارك. سيطرت سطنة مغول الهند على عدد ممالك المنطقة وأجبرتها على دفع الجزية.

خريطة ممالك الراجبوات الرئيسة في الولاية

حكمت مملكة غورخا أغلب نيبال في عام 1768 وبدأت بتوسيع أراضيها في هذه المنطقة وضمت سيرمور وشيملا. ثم حاصر الجيش النيبالي بقيادة عمار سينغ ثابا كانجرا وهزم حاكمها سانسار تشاند كاتوش في عام 1806 بمساعدة رؤساء المقاطعات. لكن لم يتمكن الجيش النيبالي من الاستيلاء على حصن كانجرا، الذي سقط في حكم المهراجا رانجيت سينغ في عام 1809. استولى راجا رام سينغ راجا ولاية سيبا على حصن سيبا في عام 1846 في حرب السيخ الأولى.
تنازع السيخ والبريطانيين على حكم منطقة تيراي مدة من الزمن انتهت بانتصار بريطانيا على السيخ وإخراجهم من مقاطعات نهر ستلج.  لم يشارك سكان الولاية ولا حكامهم في ثورة عام 1857 باستثناء منطقة بوشهر، بل دعم بعضهم مثل حكام تشامبا وبيلاسبور وبهاجال الحكومة البريطانية أثناء الثورة.
أصبحت أراضي شركة الهند الشرقية ومنها الولاية تابعة للراج البريطاني بعد إعلان الملكة فيكتوريا ضمها في عام 1858. تطورت ولايات تشامبا وماندي وبيلاسبور تحت الحكم البريطاني. دعم جميع حكام الولاية بريطانيا في الحرب العالمية الأولى سواء بالرجال أو بالموارد، مثل كانت ولايات كانجرا وجاسوان وداتاربور وجولر وراججاره ونوربور وتشامبا وسوكيت وماندي وبيلاسبور.

### التقسيم وما بعد الاستقلال
أسست مقاطعة هماجل برديش في 15 أبريل 1948 بعد دمج 30 ولاية أميرية صغيرة. ضمت ولاية بيلاسبور إلى هماجل برديش في 1 يوليو 1954 بموجب قانون ولاية هماجل برديش وبيلاسبور لعام 1954.
أصبحت هماجل ولاية نوع C دستور الهند الصادر في 26 يناير 1950، انتخبت الجمعية التشريعية للمقاطعة في عام 1952 ثم أصبحت هماجل برديش إقليمًا اتحاديًا في 1 نوفمبر 1956. ضمت مقاطعات سيملا وكانجرا وكولو ولاهول وسبيتي ولوهارا وأمب وأونا كانونغو وبعض المناطق الأخرى من ولاية البنجاب إلى هماجل برديش في 1 نوفمبر 1966 بناء على سن البرلمان لقانون إعادة تنظيم البنجاب لعام 1966. أصبحت هماجل برديش الولاية السادسة عشر في الهند في 25 يناير 1971 بعد إقرار البرلمان قانون ولاية هماجل برديش في 18 ديسمبر 1970 مع الدكتور ياشوانت سينغ بارمار أول رئيس وزراء لها.

## الجغرافيا
تقع هماجل في غرب جبال الهيمالايا لذا فأغلب تضريسها جبلية تقه بين خطي عرض 30°22′N و33°12′N وخطي طول 75°47′E و79°04′E، مساحتها 55,673 كيلومتر مربع (21,495 ميل2). تمتد جبال زانسكار في الجزء الشمالي الشرقي من الولاية وسلسلة جبال الهيمالايا في شمالها وشرقها وسلسلة جبال شيواليك جنوبها وغربها، أعلى نقطة بها هي Reo Purgyil على ارتفاع 6816 مترا. يجري في الولاية العديد من الأنهار والأودية والجداول وأنهارها جزء من أنهار حوضي السند ونهر الغانج، فتمر من الولاية أنهار تشيناب ورافي وبيس وستلج وجمنة.

### المناخ
تتنوع الظروف المناخية في الولاية نظرًا للتباين الكبير في الارتفاع. يتراوح المناخ من شبه استوائي حار ورطب في الجنوب إلى بارد به ذو تساقط للثلوج في السلاسل الجبلية الشمالية والشرقية. تشهد دارامسالا العاصمة الشتوية للولاية هطول أمطار غزيرة بينما تكون مناطق مثل لهول وسبيتي باردة وجافة. تمر هماجل بثلاثة مواسم رئيسية: الصيف والشتاء وموسم الأمطار. يمتد الصيف من منتصف أبريل إلى نهاية يونيوترتفع درجات الحرارة في معظم المناطق (باستثناء المناطق الجبلية التي تشهد صيفًا معتدلًا) بمتوسط درجات حرارة يتراوح بين 28 و32 درجة مئوية (82 إلى 90 درجة فهرنهايت). يستمر الشتاء من أواخر نوفمبر إلى منتصف مارس، يكثر فيه تساقط الثلوج. يؤثر التلوث على مناخ معظم ولايات الهند، لكن أصبحت هماجل برديش أول ولاية تخلو من استخدام المحروقات في الطبخ.

خريطة طبوغرافية للولاية
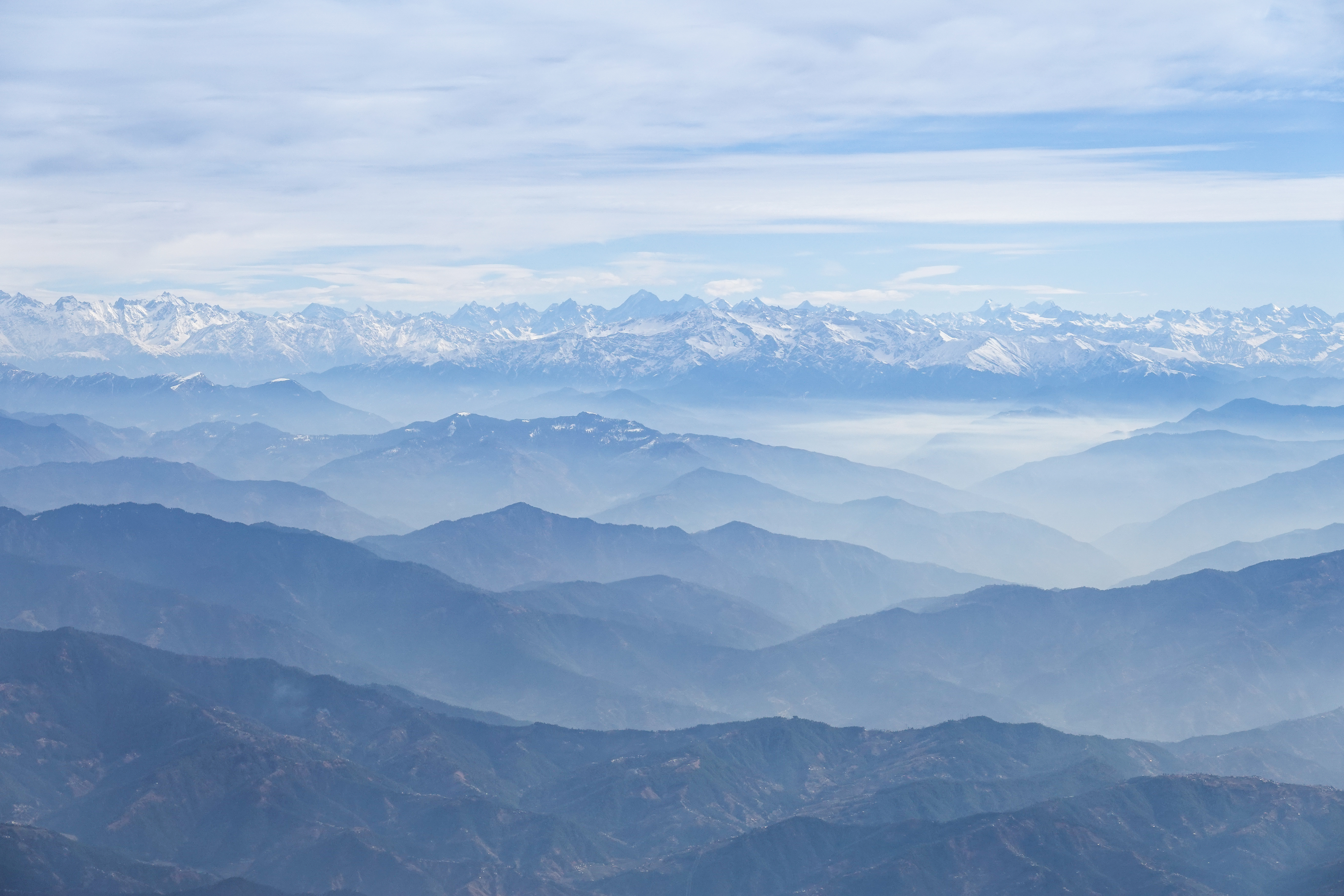
صورة لتلال شيفاليك وجبال الهيمالايا الوسطى في هماجل برديش

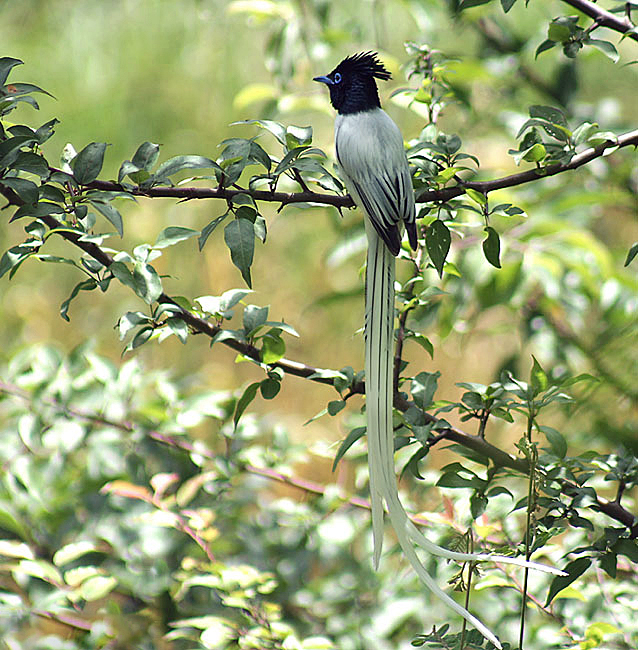
خطاف الذباب الفردوسي الهندي في كولو

### النباتات

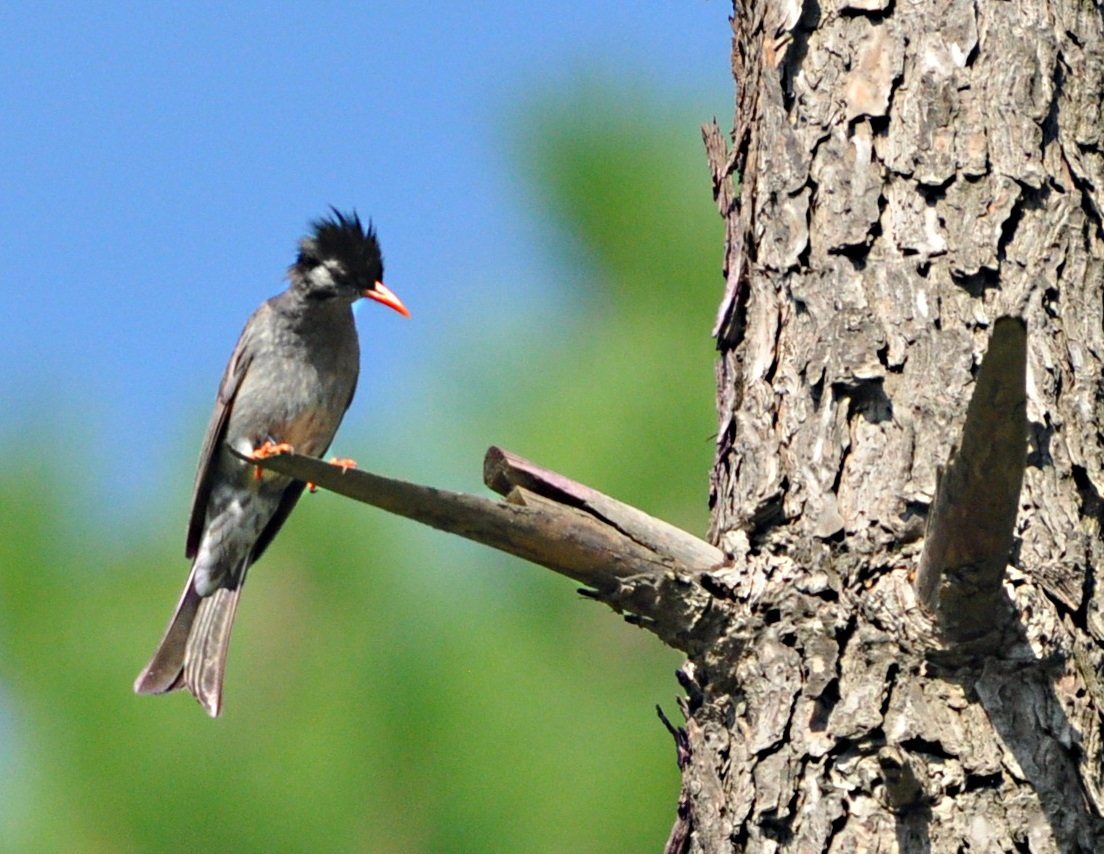
بلبل أسود

هماجل برديش إحدى الولايات الواقعة في منطقة الهيمالايا الهندية وهي من أكثر المناطق غنىً بالتنوع البيولوجي في العالم. ك تُشكّل المناطق الغابية المحددة قانونًا 66.52% من مساحة هماجل برديش وفقًا لتقرير مسح الغابات في الهند لعام 2003. تتميز الولاية بالتنوع الكبير من النباتات الطبية والعطرية فيها، توجد في منطقة لهول وسبيتي الباردة العديد من النباتات الطبيعة النادرة مثل Ferula jaeschkeana وبنج أسود وLancea tibetica وSaussurea.
تُعرف هماجل أيضًا بأنها سلة فاكهة البلاد، حيث تنتشر البساتين فيها. تزهر سفوح التلال والبساتين في الربيع بالأزهار البرية والزنبق الأبيض والقرنفل والقطيفة، وتُزرع الورود والأقحوان والزنبق والتوليب. تُعنى شركة هماجل برديش لتسويق وتجهيز المنتجات البستانية المحدودة (HPMC)، وهي هيئة حكومية، بتسويق الفواكه الطازجة وصناعة الغذائية فيها. شهدت ولاية هماجل برديش قبل عام 2002 استغلالًا مفرطًا للأعشاب البرية والطبية وهو أمر شكل تهديدًا حقيقيًا للعديد من الأنواع النادرة. ولمعالجة هذه الأزمة نُظمت ورشة عمل عام 2002 خُصصت لمناقشة الأنواع النباتية الطبية المهددة بالانقراض وشارك فيها أربعون خبيرًا من تخصصات مختلفة.
تضم هماجل برديش حوالي 463 نوعًا من الطيور، وطائر الولاية هو التراغوبان الغربي وهو من أندر الطيور بالعالم. توجد في الولاية 77 نوعًا من الثدييات و44 نوعًا من الزواحف و80 نوعًا من الأسماك. تحتضن هماجل برديش خمس حدائق وطنية، منها حديقة الهملايا الوطنية الكبرى أقدم وأكبر حدائق الولاية وهي أحد مواقع التراث العالمي لليونسكو. تشمل الحدائق الوطنية الأخرى حديقة Pin Valley الوطنية وInderkilla وKhirganga وSimbalbara. كما توجد بالولاية 30 محمية للحياة البرية و3 محميات للحفظ على الحيوانات النادرة. حيوان الولاية فهو نمر الثلوج.

## السكان
بلغ إجمالي عدد سكان هماجل برديش 6,864,602 نسمة، منهم 3,481,873 ذكور و3,382,729 إناث حسب تعداد الهند لعام 2011، ويشكلون 0.57% من إجمالي سكان الهند، مع نمو بنسبة 12.81%. ارتفعت نسبة جنس الأطفال من 896 لكل ألف ذكر في عام 2001 إلى 909 في عام 2011. وكان معدل الخصوبة الكلي 1.7 لكل امرأة في عام 2015، وهو من بين أدنى المعدلات في الهند.
تشكل الطوائف المجدولة 25.19% والقبائل المجدولة 5.71%. تبلغ نسبة الجنس 972 أنثى لكل 1000 ذكر مسجلة زيادة هامشية من 968 في عام 2001. الطبقات الرئيسية في هماجل برديش تشمل البراهمة والراجبوت والكانيت والكوليندا والجيران والراو والراثي والكولي والهولي والشامار والدراان والريهار والشانال واللوهار والباري والجولاها والداخي والتوري والباتوال ويشكل الكولي أكبر طبقة فيها بنسبة 30% من السكان.
تحتل الولاية المرتبة 21 بين ولايات الهند، أكبر مناطقها من حيث السكان هي منطقة كانجرا بعدد سكاني يبلغ 1,507,223 (21.98%) تليها منطقة مندي بـ 999,518 (14.58%) ومنطقة شيملا بـ 813,384 (11.86%) ومنطقة سولان 576,670 (8.41%) ومنطقة سيرمور 530,164 (7.73%) ومنطقة أونا 521,057 (7.60%) ومنطقة شامبا 518,844 (7.57%) ومنطقة هاميربور 454,293 (6.63%) ومنطقة كولو 437,474 (6.38%) ومنطقة بيلاسبور 382,056 (5.57%) ومنطقة كينناور 84,298 (1.23%) ولهول وسبيتي 31,528 (0.46%).
ارتفع متوسط العمر المتوقع عند الولادة في الولاية من 52.6 سنة بين عامي 1970 و1975 إلى 72.0 سنة للفترة 2011-15 وهو أعلى من المتوسط الوطني البالغ 68.3 سنة. وانخفض معدل وفيات الرضع إلى 40 في عام 2010 ومعدل المواليد الخام من 37.3 في عام 1971 إلى 16.9 في عام 2010، وهو أقل من المتوسط الوطني البالغ 26.5 في عام 1998. وكان معدل الوفيات الخام 6.9 في عام 2010. وقد تضاعف معدل الأمية تقريبًا بين عامي 1971 و2011.:114

### اللغات
لغات الولاية (2011)
الدين في الولاية (2011)
الهندية هي اللغة الرسمية في هماجل برديش بحكم القانون وهي اللغة المشتركة لأغلب السكان، تعتبر اللغة السنسكريتية اللغة الرسمية الثانية للولاية، على أن استخدامها يقتصر غالبًا على السياقات الأكاديمية غير أن حكومة هماجل برديش تحث على دراستها واستخدامها بشكل أوسع.
يتحدث معظم السكان باللغات البهارية الغربية الأصلية وهي فرع من اللغات الهندية الآرية التي تضم اللغات الآتية البهاتيالية والبيلاسبورية والشامبيالية والتشوراهية والجادية والهندورية والكانغرية والكولوية والماهاسو بهاري والمندية والبهاري الكيناوري والبانغوالية والسيرمورية. ويتحدث بقية السكان باللغات الهندية الآرية الأخرى مثل البنجابية التي يتحدث بها 4.4% من السكان والنيبالية بنسبة 1.3% بالإضافة إلى اللغات الأخرى مثل التشينالية واللاهول لوهار. وفي بعض أجزاء الولاية يتحدث الناس بلغات التبتية البورمية مثل الكيناوري بنسبة 1.2% والتبتية بنسبة 0.3% ولغات اللاهولي سبيتي بنسبة 0.16% والباتانية بنسبة 0.12% وغيرها من اللغات.

### الدين
الهندوسية هي الديانة الغالبة في هماجل برديش، حيث يعتنقها أكثر من 95% من السكان، ويتبعون بشكل أساسي تقاليد الشيفية والشاكتية والتي تنتشر في جميع أنحاء الولاية. يوجد في هماجل برديش أعلى نسبة من السكان الهندوس في جميع الولايات والأقاليم الاتحادية في الهند.
يتركز المسلمون في مقاطعات سيرمور وتشامبا وأونا وسولان ويشكلون ما بين 4.2-5.7% من السكان. يشكل السيخ 1.16% من السكان ويشكل البوذيون 1.15% وأغلب معتنقيها هم من السكان الأصليين والقبائل في لهول وسبيتي حيث يشكلون أغلبية 62% في هذه المنطقة، و21.5% في كينناور.

## الحكومة

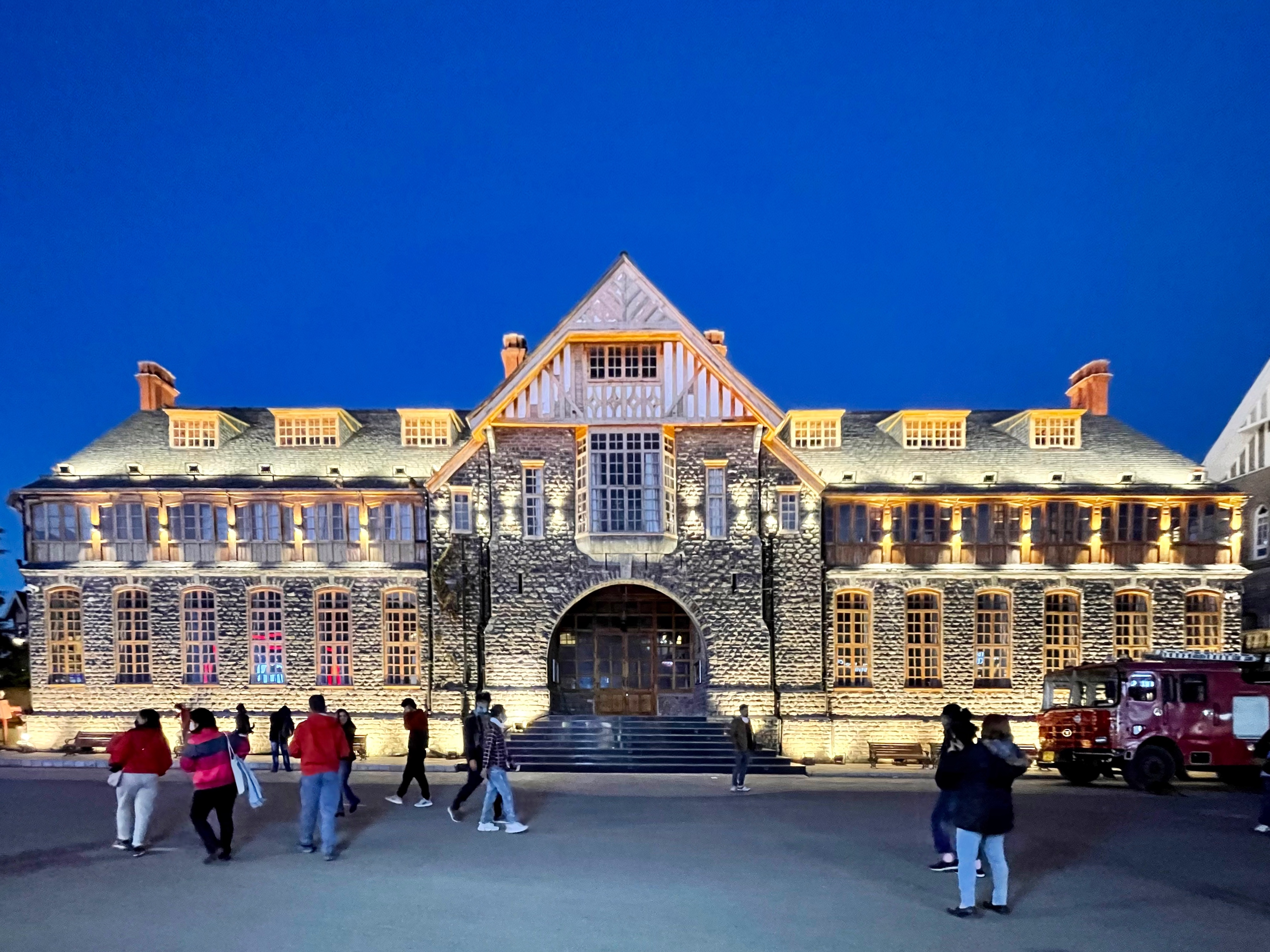
مكتب عمدة شيملا

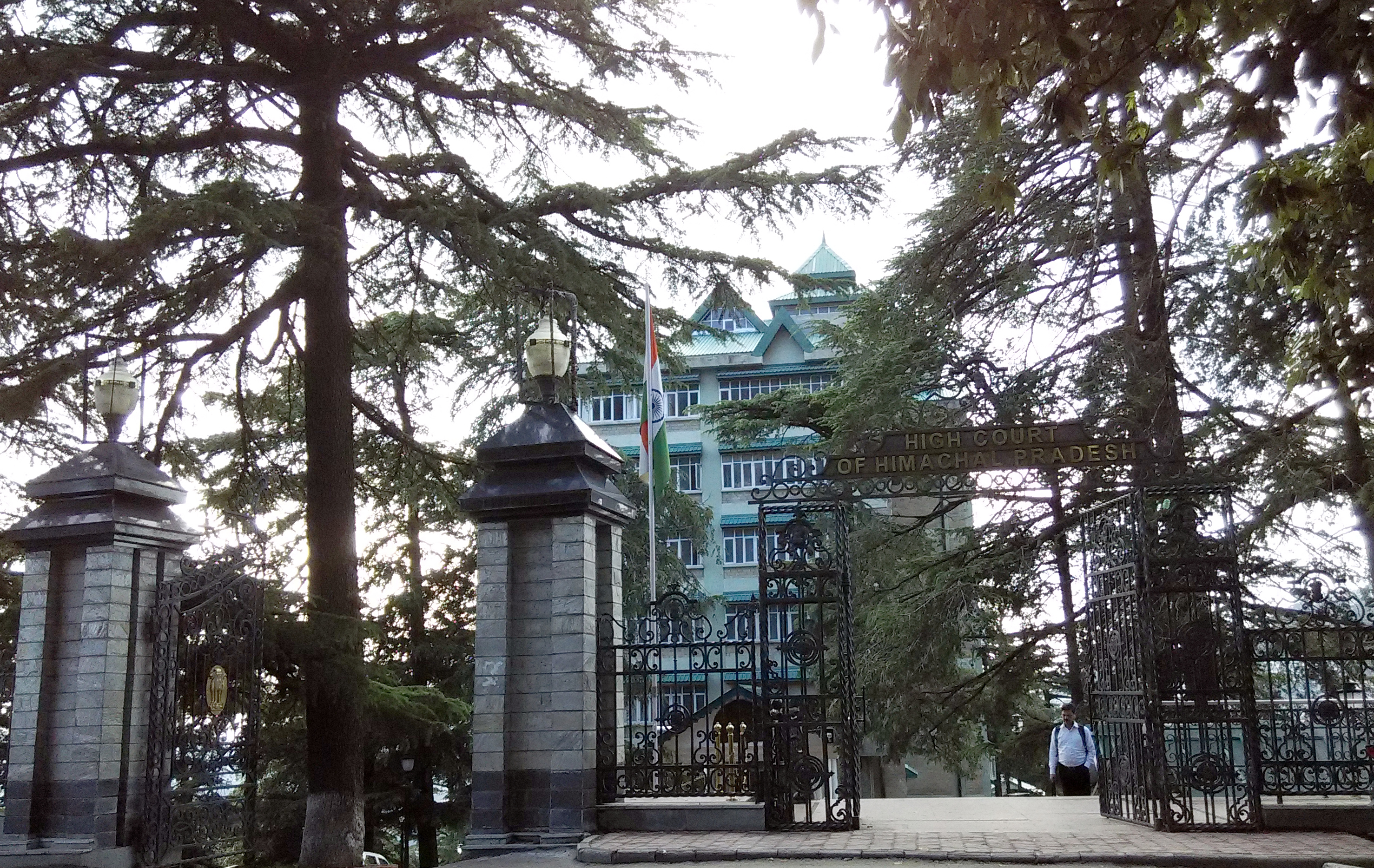
المحكمة العليا في هماجل برديش

تُدار هماجل برديش بنظام برلماني للديمقراطية التمثيلية مثل باقي الولايات الهندية، يُمنح الاقتراع العام لسكان الولاية. السلطة التنفيذية تقع على عاتق مجلس الوزراء بقيادة رئيس الوزراء بينما منصب حاكم الولاية الذي يعينه رئيس الهند هو منصب فخري. يعين الحاكم رئيس الوزراء من الحزب أو الائتلاف الحاصل على الأغلبية في الجمعية التشريعية ويختار مجلس الوزراء بناءً على توصية رئيس الوزراء. الجمعية التشريعية هي غرفة واحدة يضم 68 عضواً تستمر عضويتهم خمس سنوات ما لم تُحل الجمعية مسبقاً.
تدير البانشيات شؤون القرى المحلية تُجرى لها انتخابات الهيئات المحلية بشكل دوري. لهِماجل بَرديش، أربعة أعضاء منتخبين في لوك سابها، (المجلس الأدنى أو مجلس النواب) وثلاثة أعضاء معينين في راجياسابها، (المجلس الأعلى أو مجلس الشيوخ) في البرلمان الهندي القومي.
حصل المؤتمر الوطني الهندي على الأغلبية في انتخابات الجمعية التشريعية التي أُجريت في نوفمبر 2022 بفوزه بـ 40 مقعداً من أصل 68، في حين حصل حزب بهاراتيا جاناتا على 25 مقعداً فقط. أدى سوخفيندر سينغ سوخو اليمين ليصبح رئيس وزراء هماجل برديش الخامس عشر في شيملا يوم 11 ديسمبر 2022، وأدى موكيش أغنيهوتري اليمين لنيابته له في نفس اليوم.

### التقسيمات الإدارية

التقسيمات الإدارية في الولاية

تنقسم ولاية هماجل برديش إلى 12 مقاطعة مجمعة في ثلاثة مقاطعات وهي شيملا وكانجرا وماندي. تنقسم المقاطعات أيضا إلى 73 تقسيما فرعي و78 منطقة تنموية و172 تحصيل.
| المقاطعات | المناطق                                             |
| --------- | --------------------------------------------------- |
| كانجرا    | شامبا وكانجرا وUna                                  |
| ماندي     | بيلاسبور وهاميربور وKullu ولهول وسبيتي ومقاطعة مندي |
| شيملا     | كينناور وShimla وسيرمور وSolan                      |

| الهيكل الإداري     | العدد |
| ------------------ | ----- |
| مناطق              | 3     |
| مقاطعات            | 12    |
| تحصيل              | 172   |
| المناطق التنموية   | 78    |
| بلدية              | 54    |
| المدن              | 59    |
| بانشايات           | 3615  |
| القرى              | 20690 |
| نقطة شرطة          | 130   |
| مقاعد لوك سابها    | 4     |
| مقاعد راجيا سابها  | 3     |
| الدوائر الانتخابية | 68    |

## الاقتصاد

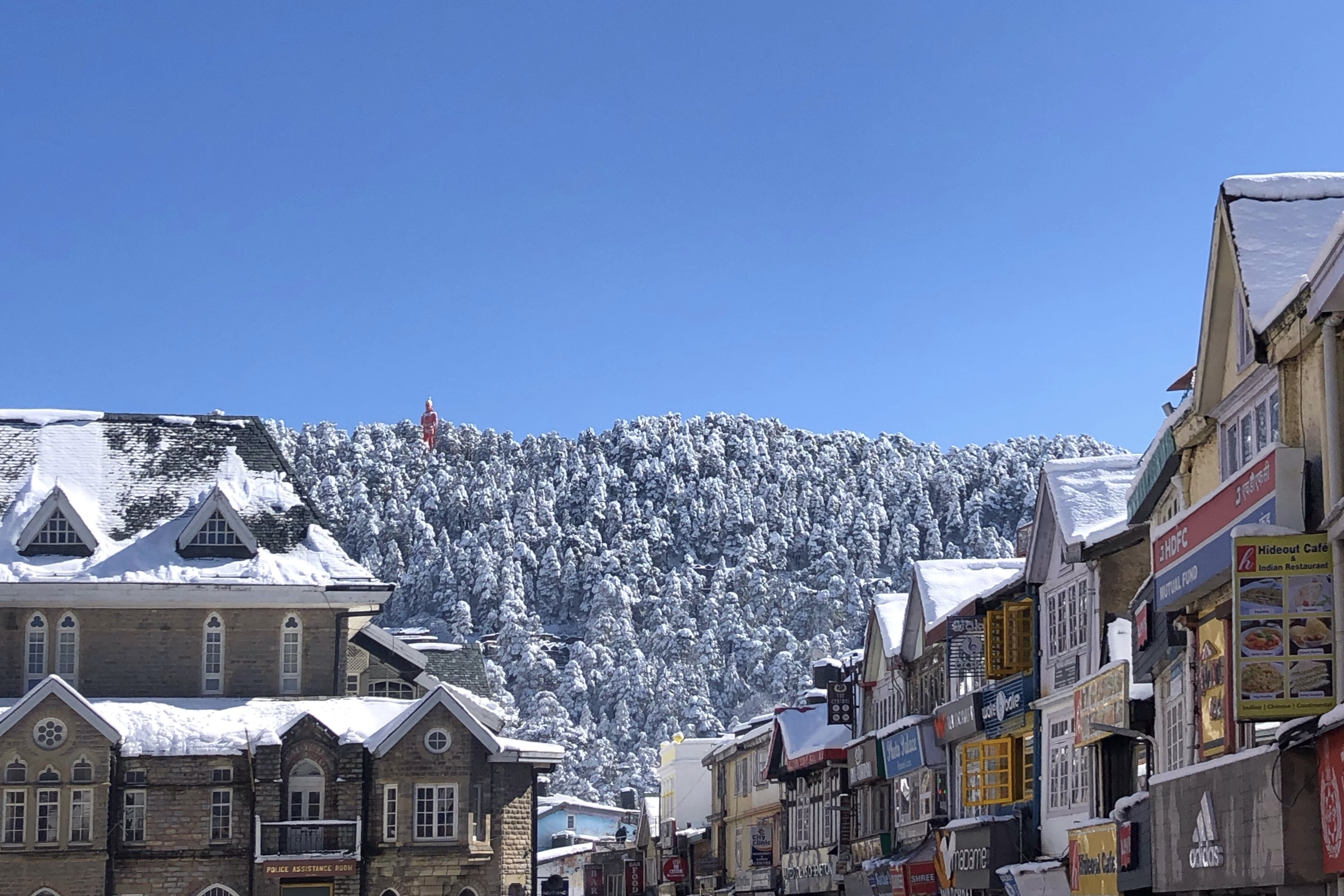
طريق مول هو الطريق التجاري المركزي في شيملا، عاصمة هماجل برديش.

بدأت التنمية بالولاية بتخصيص 52.7 مليون روبية لها في الخطة الخمسية الأولى التي بدأت في عام 1951، أُنفق أكثر من 50% من هذا المبلغ على النقل والاتصالات، بينما كانت حصة قطاع الطاقة 4.6% فقط والتي ارتفعت تدريجيًا إلى 7% في الخطة الثالثة وإلى 24.2% في الخطة العاشرة. ازداد الإنفاق على الزراعة والأنشطة المتصلة بها من 14.4% في الخطة الأولى إلى 32% في الخطة الثالثة ثم انخفض تدريجيًا إلى 24% في الخطة الرابعة وأقل من 10% في الخطة العاشرة.
قُدر الناتج المحلي الإجمالي للفترة 2005-2006 بـ 254 مليار روبية، مقارنةً بـ 230 مليار روبية لعام 2004-2005، ما يشير إلى زيادة بنسبة 10.5%. وقُدر الناتج المحلي الإجمالي للسنة المالية 2015-2016 بـ 1.110 تريليون روبية هندية، والذي ارتفع إلى 1.247 تريليون روبية في 2016-17، مُسجلاً نموًا بنسبة 6.8%. كما ارتفع دخل الفرد من 130,067 روبية في 2015-16 إلى 147,277 روبية في 2016-17. ووفقًا للتقديرات المُسبقة لحكومة الولاية للسنة المالية 2017-18، بلغ إجمالي الناتج المحلي ودخل الفرد 1.359 تريليون روبية هندية و 158,462 روبية على التوالي. أصبح اقتصاد هماجل بحلول عام 2018 ثاني أكبر اقتصاد بين ولايات الهند بناتج محلي إجمالي قدره 1.52 لك كرور روبية هندية (25 مليار دولار أمريكي) ودخل فردي يُقدر بـ 160٬000 روبية هندية (2٬700 دولار أمريكي).
تُصنف هماجل برديش ثاني أفضل ولاية بعد كيرلا في الأداء على مستوى البلاد حسب مؤشرات التنمية البشرية. إحدى المبادرات الرئيسية للحكومة الهندية لمعالجة البطالة هي القانون الوطني لضمان العمالة الريفية (NREGA) والذي يُلاحظ أن مشاركة المرأة فيه تختلف باختلاف المناطق في البلاد. دخلت هماجل برديش فئة المشاركة النسائية العالية في العام 2009-2010 حيث سجلت نسبة مشاركة النساء 46% وهو ما يُمثل زيادة كبيرة مقارنة بنسبة 13% المُسجلة في الفترة ما بين 2006-2007.

### الزراعة

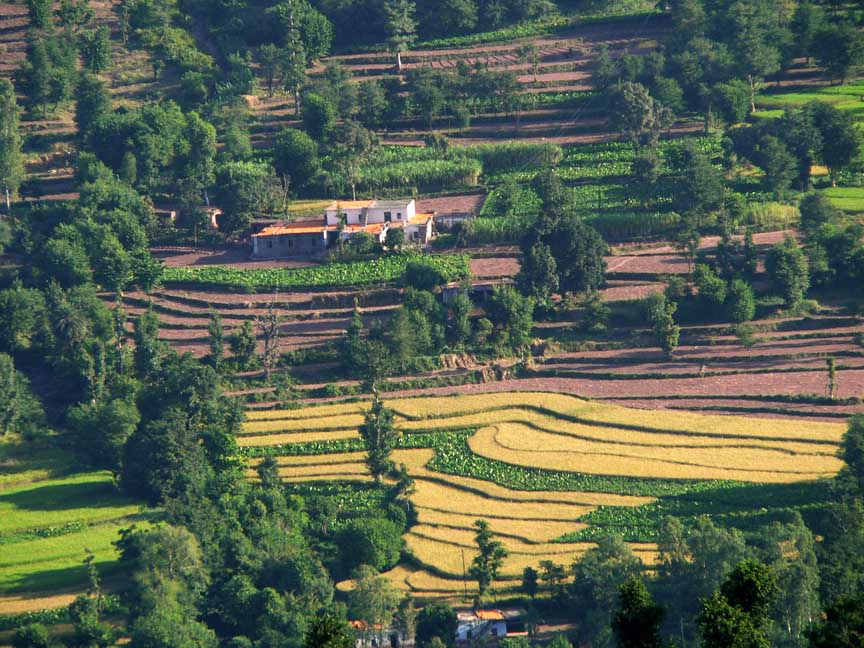
زراعة المدرجات هي الشكل الأكثر شيوعا للزراعة في الولاية.

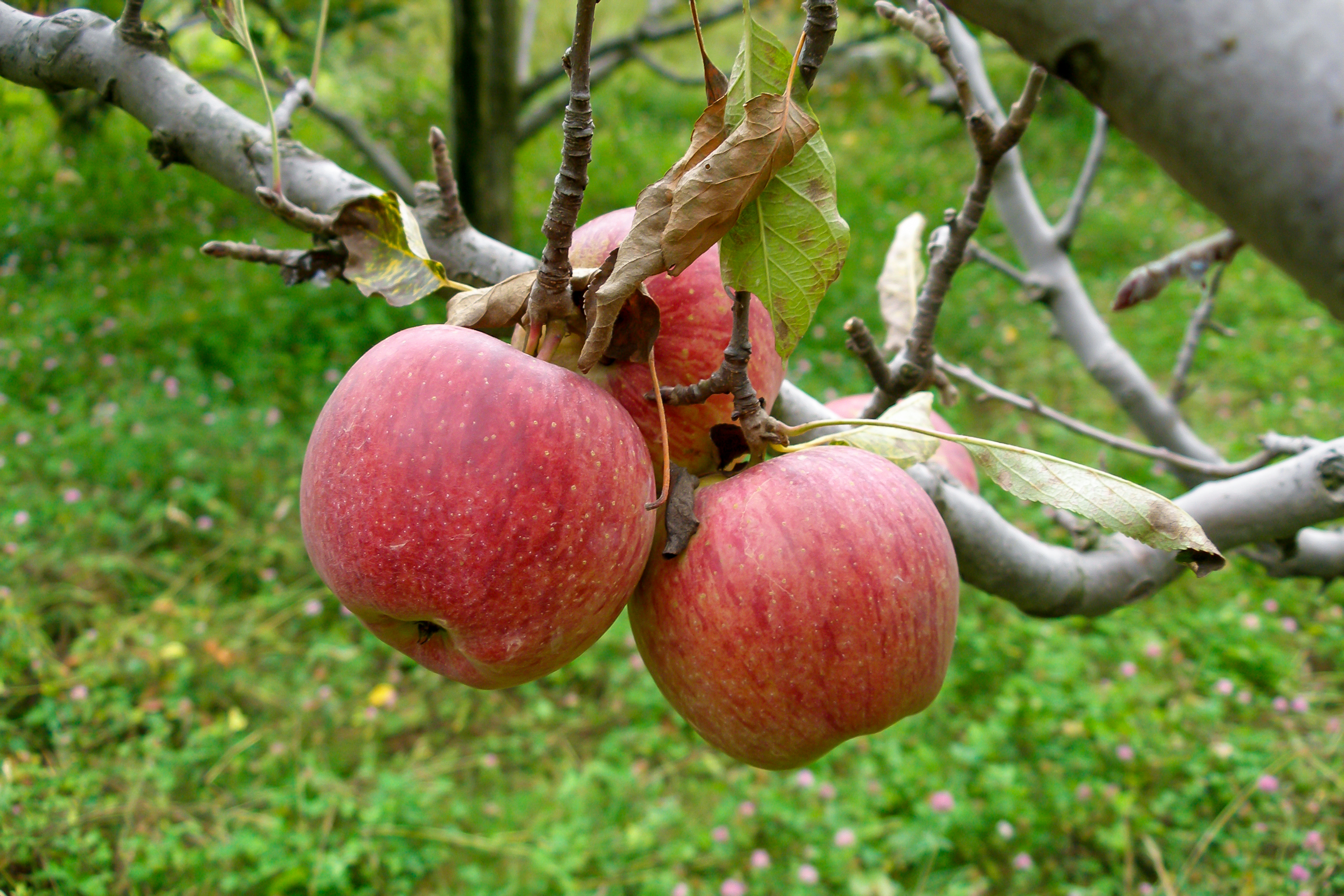
التفاح في بستان في فاشيشت ؛ الولاية هي ثاني أكبر منتج للتفاح في الهند

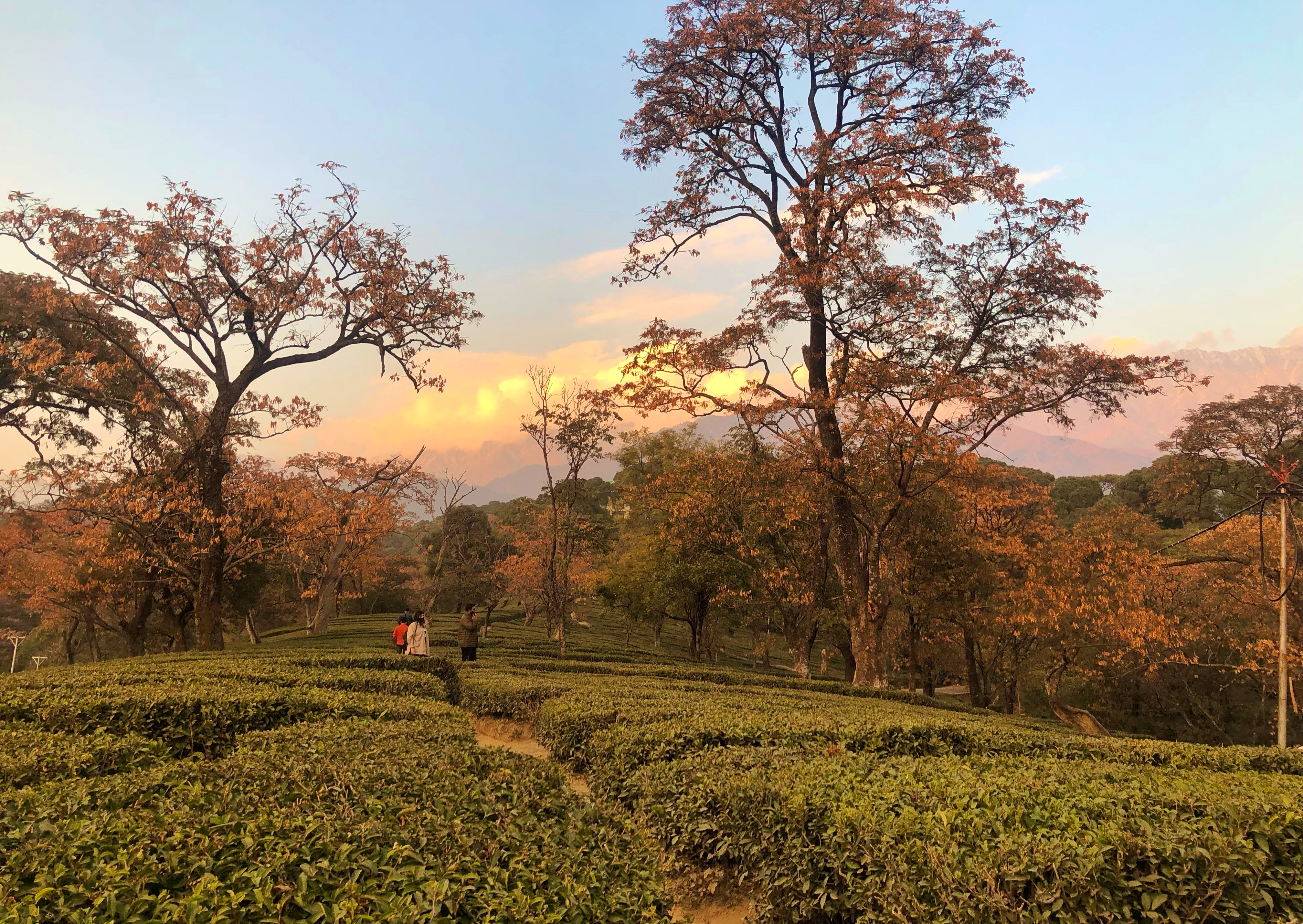
مزارع شاي في دارامسالا

تشكل الزراعة 9.4% من إجمالي الناتج المحلي للدولة. وهي المصدر الأساسي للدخل والتوظيف في هماجل حيث يعتمد عليها مباشرةً حوالي 90% من سكان الولاية وموفرةً فرص عمل مباشرة لـ62% من إجمالي القوى العاملة بالدولة. الحبوب الرئيسية المزروعة هي القمح والذرة والأرز والشعير، توجد أربعة أنظمة زراعية الرئيسية الأول الذرة والقمح والثاني الأرز والقمح والثالث الذرة والبطاطس والرابع القمح لوحده. كما تُزرع البقوليات والفواكه والخضروات والبذور الزيتية في الولاية. يتعمد الفلاحون في وادي كانجرا على نظام كحل منذ قرون، ولكن بدأت تندثر في السنوات الأخيرة بسبب المشاريع المائية على الجداول الصغيرة في الوادي. وقد أسهمت مبادرات تحسين الأراضي مثل مشروع تنمية مستجمعات المياه في منتصف الهيمالايا، الذي يشمل مشروع إعادة تشجير هماجل برديش (HPRP) وهو أكبر مشروع للتنمية النظيفة في العالم (CDM)، في تحسين الإنتاج الزراعي والإنتاجية وزيادة دخل الأسر في المناطق الريفية.
التفاح هو المحصول النقدي الأساسي للولاية، ويُزرع بالأساس في مقاطعات شيملا وكينور وكولو وماندي وتشامبا وبعض أجزاء سيرمور ولاهول وسبيتي بمتوسط إنتاج سنوي يصل إلى خمسة أطنان لك، ويمكن لهكتار واحد أن ينتج ما بين 8 إلى 10 أطنان. تمثل زراعة التفاح 49% من إجمالي المساحة المزروعة بالفاكهة بقيمة اقتصادية تُقدر بـ 3500 كرور روبية. يُصدر التفاح من هماجل إلى ولايات هندية أخرى ودول أجنبية. بلغت المساحة المزروعة بالتفاح 104,000 هكتار في عام 2011-12 بزيادة عن 90,347 هكتار في 2000-01. بلغ إنتاج التفاح السنوي في هماجل في تقدير وزارة الزراعة ورعاية المزارعين للسنة المالية 2015-16 حوالي 753,000 طن، مما جعلها ثاني أكبر ولاية منتجة للتفاح في الهند بعد ولاية جامو وكشمير. كما تُعد الولاية من بين المنتجين الرئيسيين لفواكه أخرى مثل المشمش والكرز والخوخ والكمثرى والخوخ والفراولة في الهند.
بدأت زراعة الشاي وادي كانجرا في العام 1849 ووصل الإنتاج إلى ذروته في أواخر القرن التاسع عشر حينما انتشر الشاي في العالم أجمع، ولكن تراجع الإنتاج بشكل كبير بعد زلزال كانجرا في عام 1905 وظل في الانخفاض.
هماجل برديش مركز للصناعات الدوائية في آسيا، حيث تحتضن 652 وحدة صيدلانية. تزدهر في الولاية صناعة الأدوية بقيمة تصل إلى 40,000 كرور روبية.

### الطاقة
الطاقة الكهرومائية هي من المصادر الأساسية للدخل القومي للدولة. تزخر الولاية بموارد طاقة كهرومائية وفيرة نظرًا لتعدد الأنهار الجارية فيها. أنشئت عدة محطات طاقة كهرومائية ذات سعة كبيرة تُنتج كهرباء تفوق الحاجة، ويُباع الفائض لولايات أخرى كدلهي والبنجاب والبنغال الغربية. يُستخدم الدخل الناتج من تصدير الكهرباء كدعم للمستهلكين داخل الولاية. أسهمت ثروة هماجل من الطاقة الكهرومائية في تحقيق تكهرب شبه كامل للولاية، حيث بلغت نسبة البيوت المزودة بالكهرباء حوالي 94.8% في عام 2001، مقارنةً بالمعدل الوطني الذي كان 55.9%. ورغم ذلك، لا يزال هناك جزء من إنتاج الطاقة الكهرومائية في هماجل غير مستغل بالكامل. وتُقدر القدرة الكهرومائية المحتملة للولاية بـ 27,436 ميجاوات في خمسة أحواض نهرية، بينما كانت السعة الفعلية المُستغلة في عام 2016 حوالي 10,351 ميجاوات.

### السياحة

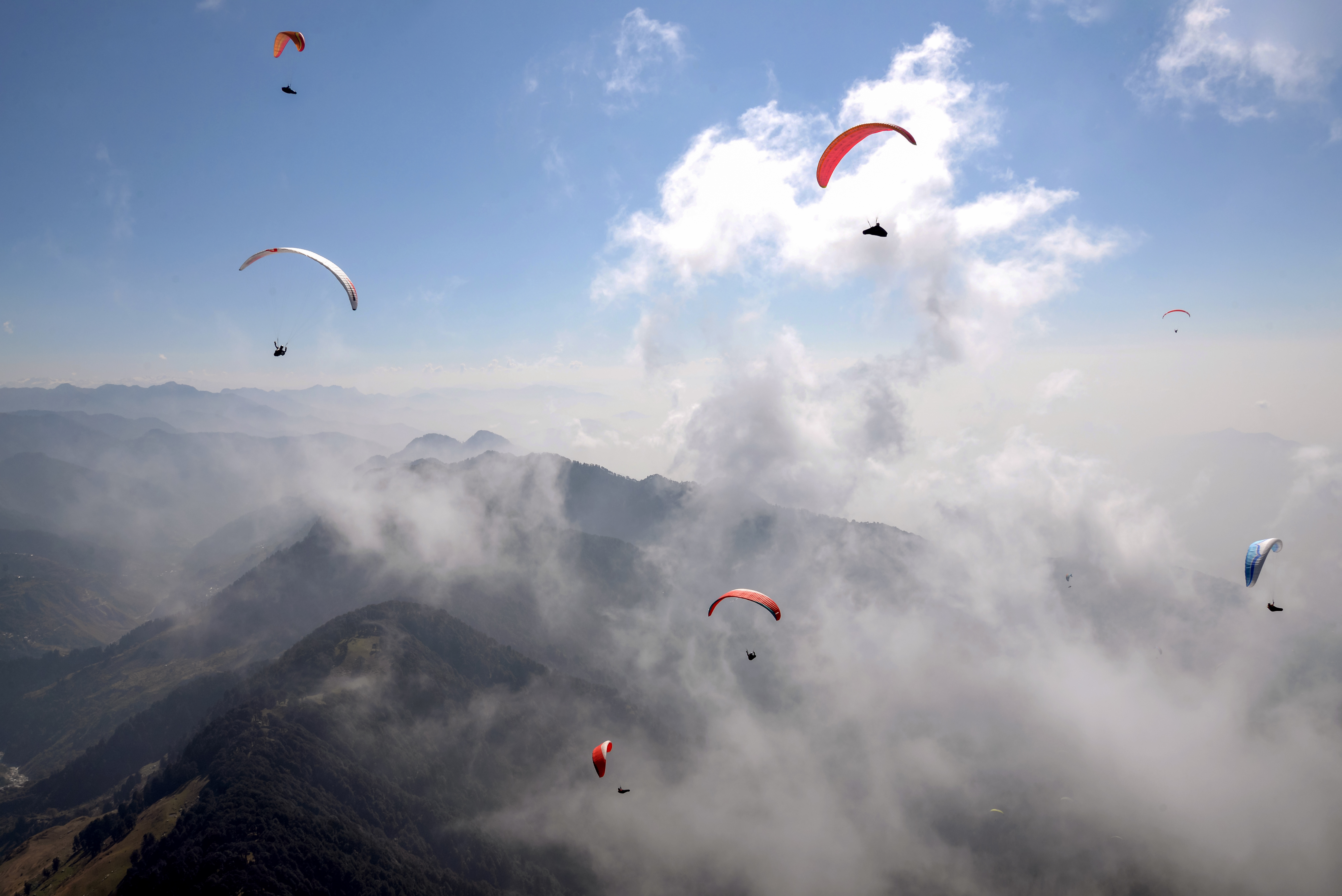
الطيران الشراعي في بير

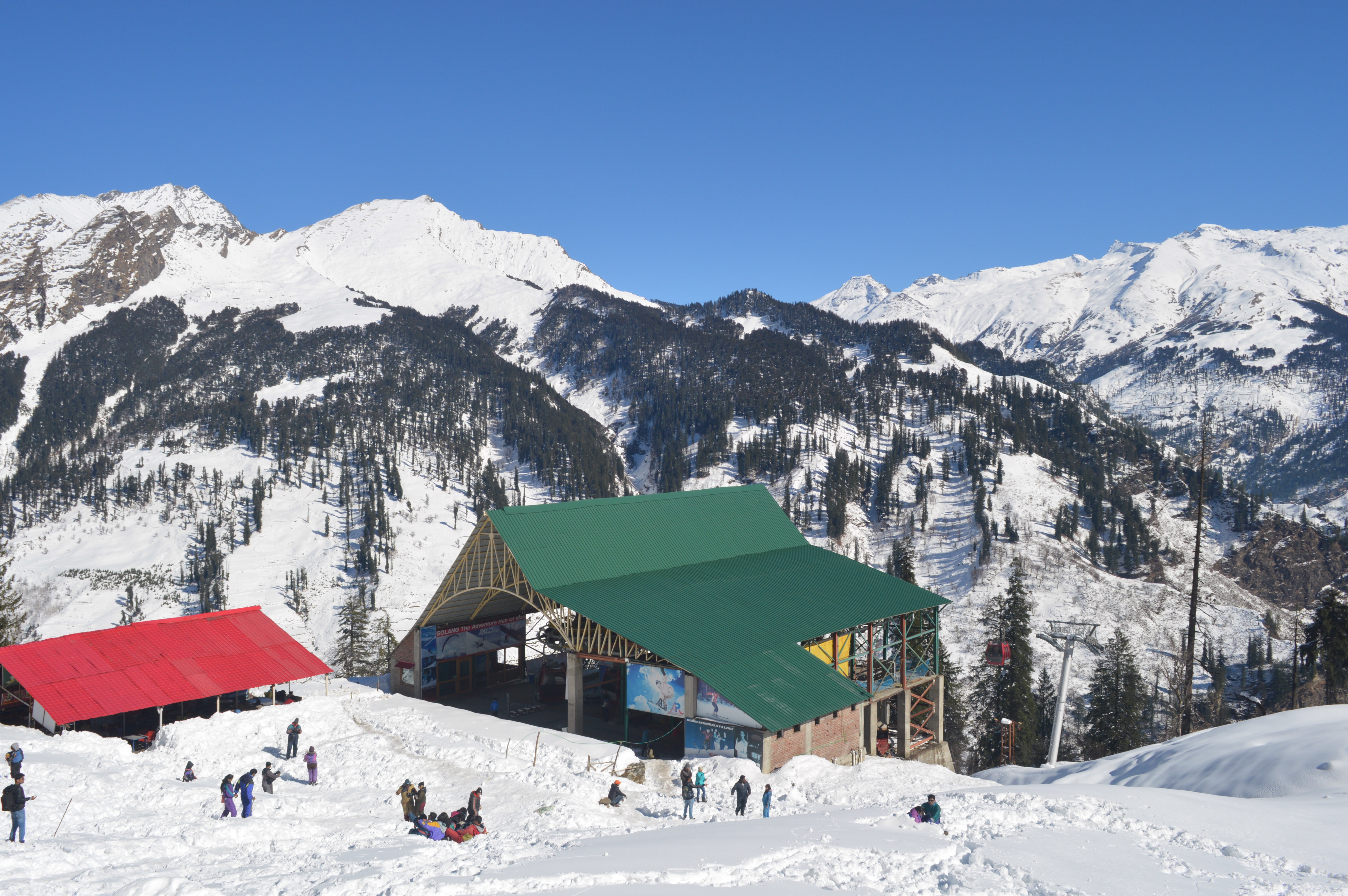
سولانج وهو منتجع تزلج شهير بالقرب من منالي

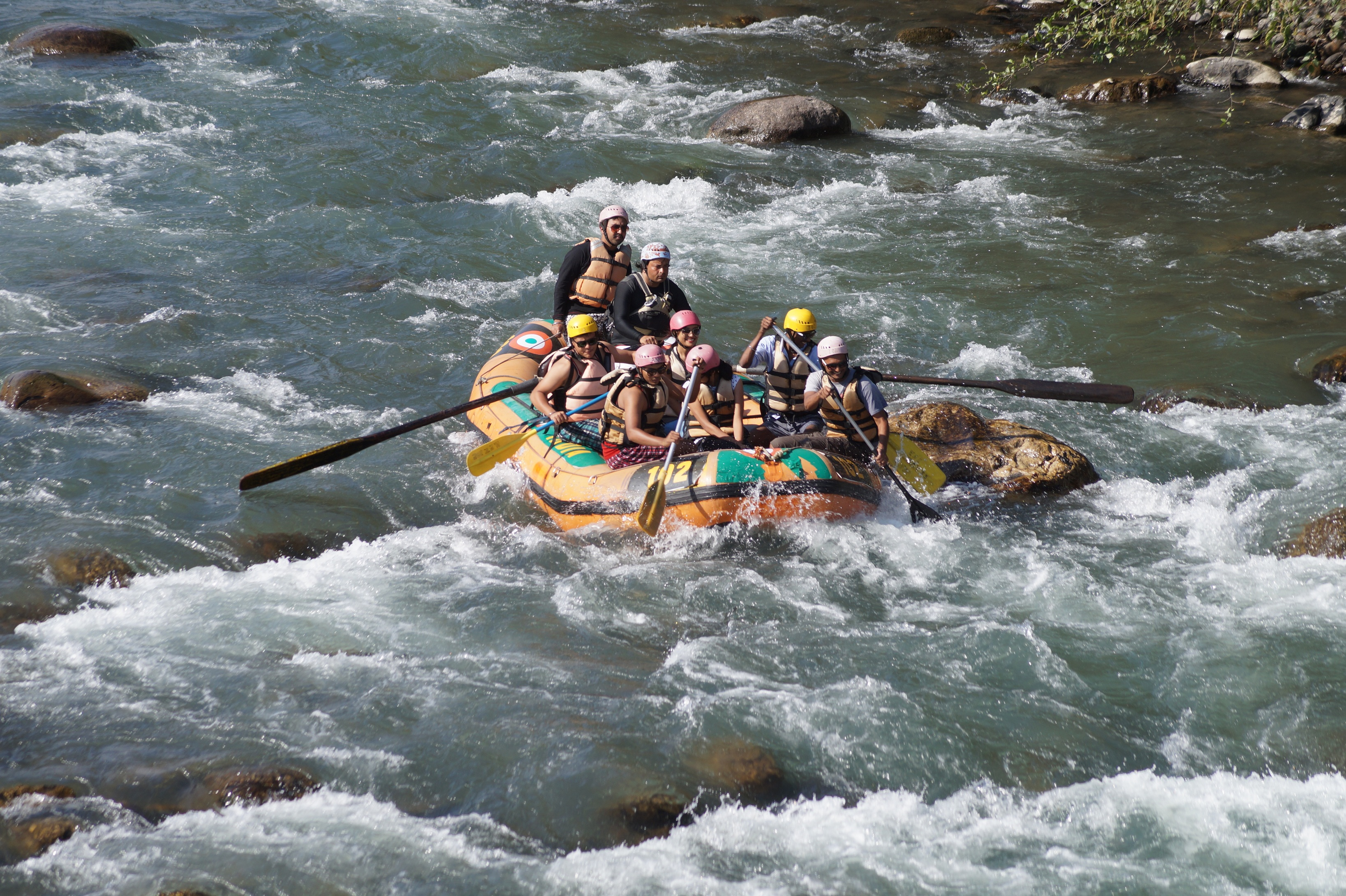
التجديف النهري في نهر بارفاتي بالقرب من كاسول

تعتبر السياحة في هماجل برديش عاملاً أساسياً في اقتصاد الولاية وتطورها. تستقطب جبال الهيمالايا السياح من كافة أنحاء العالم، وكذالك المواقع السياحيةمثل شيملا ومنالي ودارامسالا ودالهوزي وتشامبا وخاجيار وكولو وكاساولي هي وجهات مفضلة للسياح الدوليين والمحليين. تضم الولاية أيضًا العديد من مواقع الحج الهندوسية البارزة ومعابد مثل مثل شري شاموندا ديفي ماندير ومعبد ناينا ديفي ومعبد باجريشواري ماتا ومعبد جوالا جي وتشينتبورني ومعبد بايجناث ومعبد بيماكالي وبيجلي ماهاديف ومعبد جاخو. بحيرة مانيماهيش، الواقعة في منطقة بهامور بتشامبا، هي موقع لرحلة حج هندوسية سنوية تُقام في أغسطس وتجتذب الآلاف من الحجاج. تُعرف الولاية أيضًا بـDev Bhoomi أي أرض الآلهة نظرًا لذكرها بهذا الاسم في النصوص الهندوسية القديمة ولوجود العديد من المعابد التاريخية فيها.
تشتهر هماجل برديش أيضًا بأنشطة السياحة الاستكشافية مثل التزلج في شيملا والطيران الشراعي في بير بيلينغ ووادي سولانج والتجديف النهري في كولو والتزحلق في منالي والتجديف في بيلاسبور وصيد السمك في وادي تيرثان بالإضافة إلى الرحلات وركوب الخيل في مناطق متفرقة من الولاية. تصم شيملا العاصمة حلبة التزلج علي الجليد الطبيعية الوحيدة في آسيا. يشتهر وادي سبيتي الواقع في لاهول وسبيتي على ارتفاع يتجاوز 3000 متر بالمناظر الطبيعية ويعتبر مقصدًا لعشاق المغامرة. توجد في المنطقة أيضًا بعض من أقدم الأديرة البوذية في العالم. استضافت هماجل أول بطولة عالمية للطيران الشراعي في الهند من 24 إلى 31 أكتوبر 2015 في بير بيلينغ الذي يبعد 70 كم عن مدينة ماكلويد جانج السياحية في قلب منطقة كانجرا. بير بيلينغ يعد مركزًا للرياضات الجوية في هماجل ويُعتبر من الأفضل لممارسة الطيران الشراعي.
يحتفل السكان المحليون بمجموعة متنوعة من المهرجانات لمعبوداتهم، تحتفل أكثر من 2000 قرية بمهرجانات مثل كولو دوسيهرا ومينجار تشامبا ورينوكا جي فير ولوهري وهالدا وفاغلي ولوسار ووماندي شيفراتري. تضم هماجل برديش حوالي 6000 معبد، منها معبد بيجلي ماهاديف الشهير الذي يُعتقد أنه يجذب البرق بسبب بنائه الحجري الذي يرتفع 20 متراً، وهو ما يعتبره السكان المحليون دليلاً على بركات الآلهة.
تقع حديقة الهملايا الوطنية الكبرى في منطقة كولو بولاية هماجل برديش، وتمتد على مساحة 620 كيلومترًا مربعًا، بارتفاع يتراوح بين 1500 و4500 متر، وقد تأسست في عام 1984. تضم الحديقة أنواعًا متنوعة من الغابات مثل الأرز الدوداري والشوح البيندرو والراتينجية والسنديان ومراعي الجبال الألبية. تحتضن حديقة الهيمالايا الوطنية الكبرى تنوعًا بيولوجيًا غنيًا يشمل نمر الثلوج والقطاس ودب الهمالايا الأسود والتراغوبان الغربي والحنقط والأيل المسكي، كما تعد الحديقة مسارًا شهيرًا للمتنزهين والمتسلقين. بالإضافة إلى ذلك، توجد محميات مثل محمية ناينا ديفي ومحمية جوبيند ساجار في مناطق أونا وبيلاسبور، والتي تغطي مساحة 220 كيلومترًا مربعًا وتضم أنواعًا مثل النيص الهندي والسنجاب الطائر العملاق. تشتهر بحيرة جوبيند ساجار بتنوع أسماكها مثل السمكة المرجال ومبروكة الزبدية والكاتلا والماهاسير والرهيطة. تقع ناركاندا على ارتفاع حوالي 8850 قدمًا وتشتهر ببساتين التفاح الخصبة وتقع بين وديان نهري جيري وستلج.

## النقل

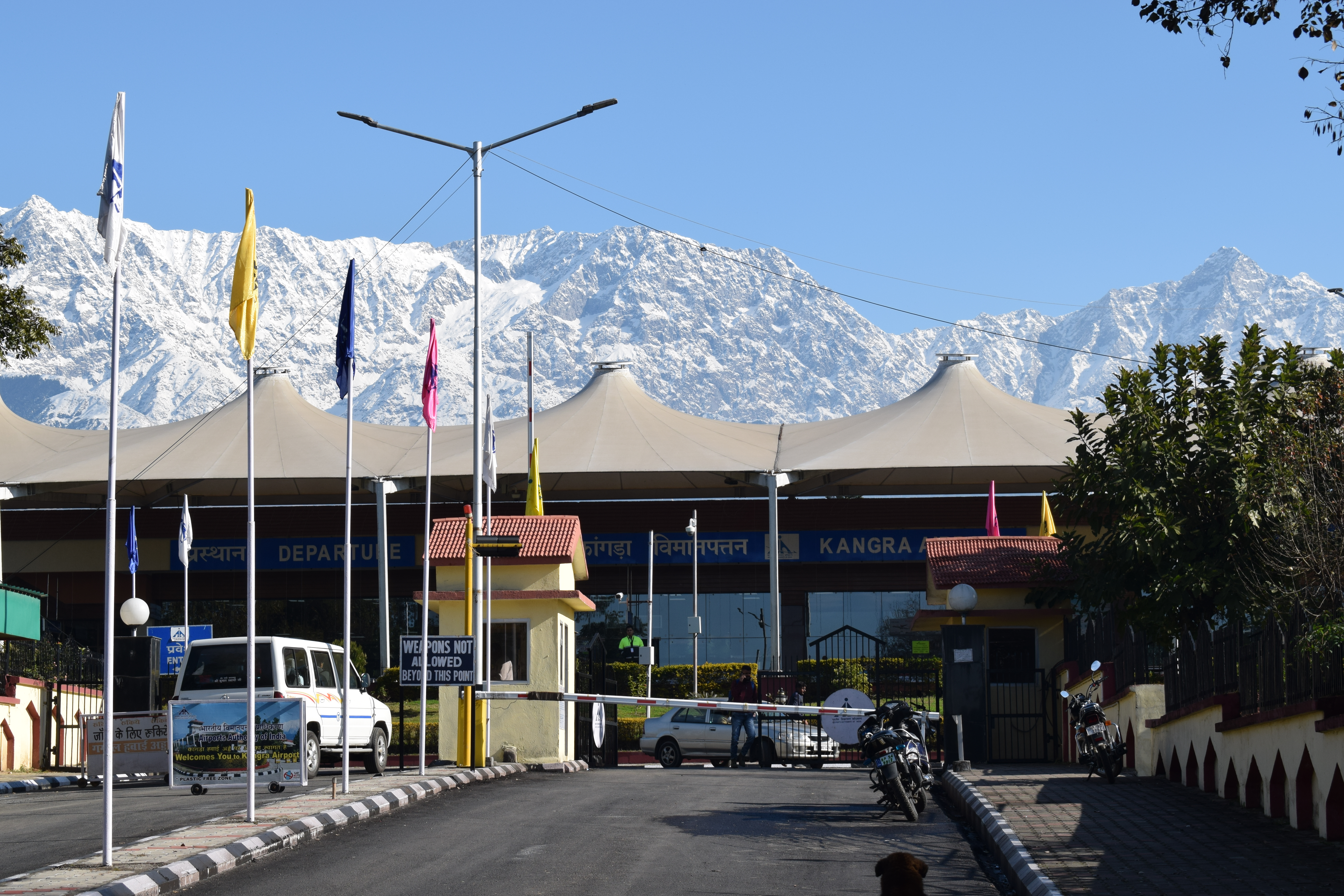
مطار كانجرا

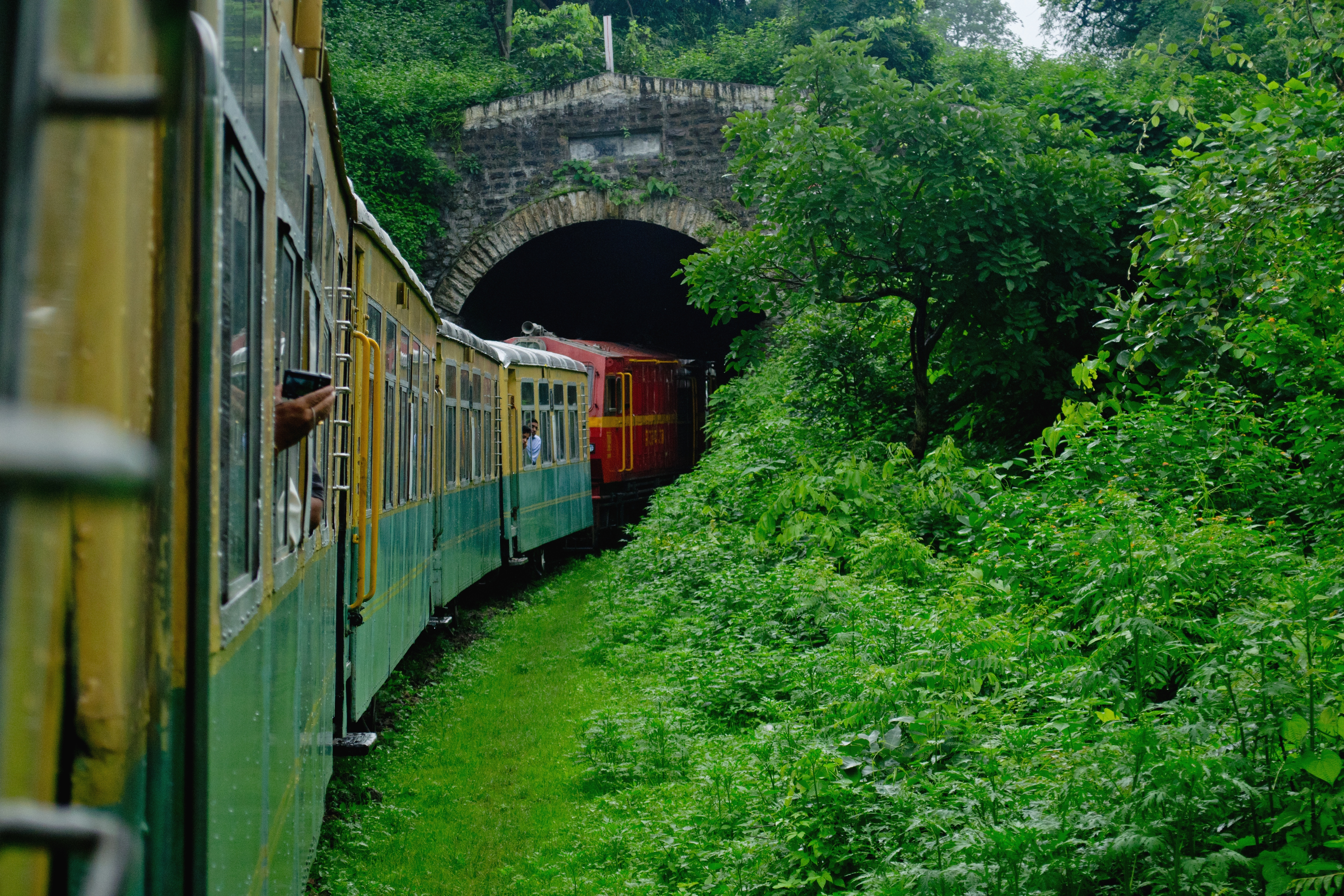
سكة حديد كالكا شيملا

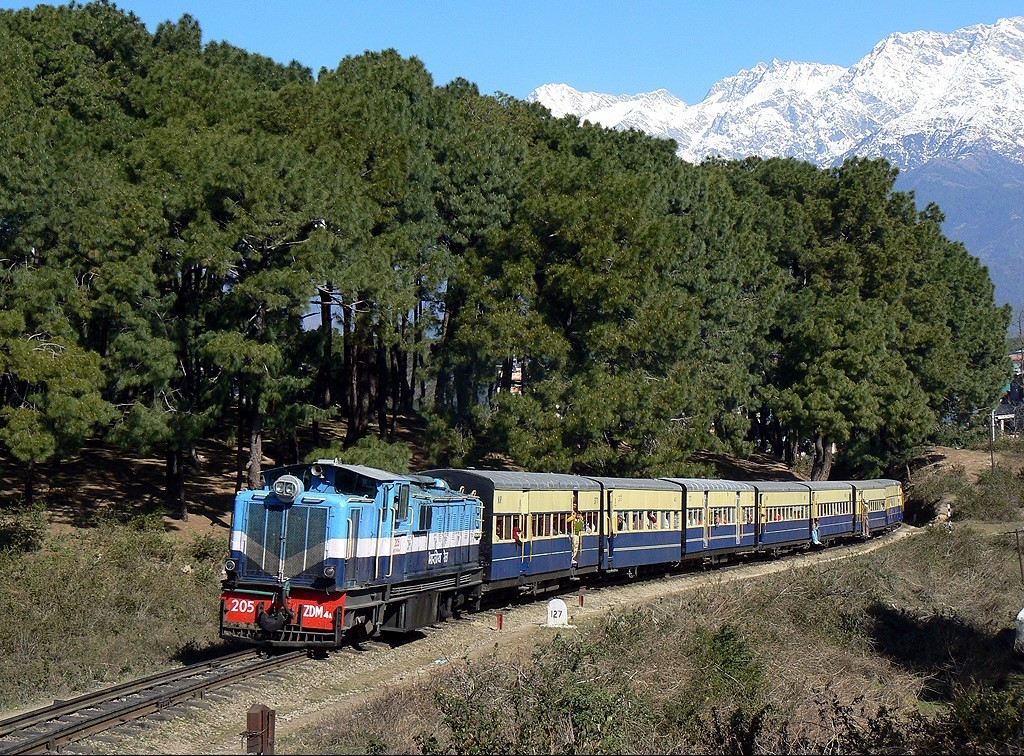
سكة حديد وادي كانجرا

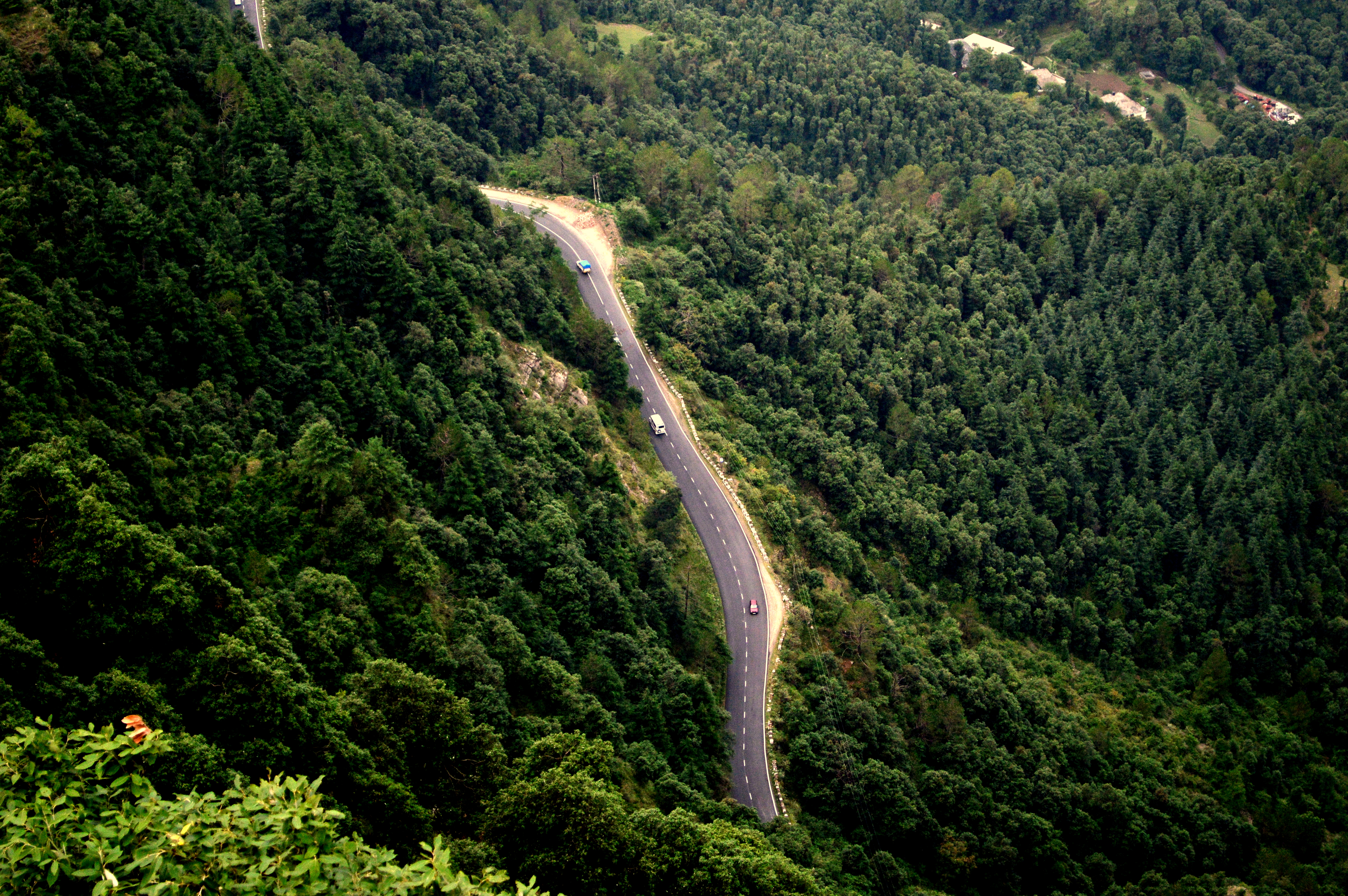
طريق NH 5 في الولاية

### النقل الجوي
يوجد في هماجل ثلاثة مطارات محلية في مقاطعات كانجرا وكولو وشيملا. تربط هذه المطارات مدن الولاية بنيودلهي وشانديغار.
- مطار كولو مانالي في منطقة كولو على بعد حوالي 10 كيلومترات (6 ميل) من مقر المقاطعة كولو.
- مطار كانجرا في منطقة كانجرا على بعد حوالي 15 كيلومترا (9 ميل) من مقر المقاطعة في دارامسالا وعلى بعد حوالي 10 كيلومترات من كانجرا.
- مطار شيملا على بعد حوالي 22 كيلومترا (14 ميل) غرب مدينة شيملا.

### السكك الحديد

#### الخطوط الواسعة
الخط الوحيد العريض في الولاية هو الرابط بين محطة سكة حديد Amb Andaura-Una Himachal وسد Nangal في البنجاب ويمتد إلى Daulatpur في هماجل برديش.

#### الخطوط الضيقة
تشتهر هماجل برديش بسككها الحديدية الضيقة منها سكة حديد كالكا شيملا أحد موقع التراث العالمي لليونسكو وكذلك سكة حديد وادي كانجرا. يصل الطول الكلي هذين الخطين 259 كيلومتر (161 ميل) وهما الرئيسين بالولاية. يبلغ الطول الإجمالي لشبكة السكك الحديدية التي تعمل بالولاية 296.26 كيلومتر (184.09 ميل).

### الطرق
الطرق هي الوسيلة الأساسية للنقل في هماجل برديش نظرًا لتضاريسها الجبلية. في الولاية شبكة طرق يبلغ طولها 28,208 كيلومتر (17,528 ميل)، تشمل ثمانية طرق سريعة وطنية بطول 1,234 كيلومتر (767 ميل) و19 طريقًا سريعًا بإجمالي طول 1,625 كيلومتر (1,010 ميل). تتميز منطقة هاميربور بأعلى كثافة طرق في البلاد. تُغلق بعض الطرق خلال فصل الشتاء وموسم الأمطار بسبب الثلوج والانهيارات الأرضية. تدير شركة هماجل للنقل البري المملوكة للدولة أسطولًا يزيد عن 3100 حافلة وتربط بين المدن والبلدات الرئيسية والقرى داخل الولاية وكذلك المدن الرئيسة في الولايات. وبالإضافة إلى ذلك، هناك حوالي 5000 حافلة خاصة تعمل في الولاية.

## التعليم

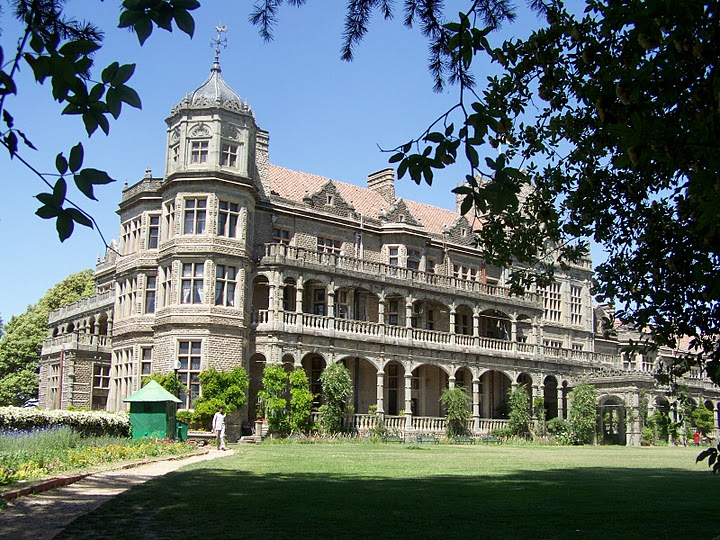
المعهد الهندي للدراسات العليا في شيملا

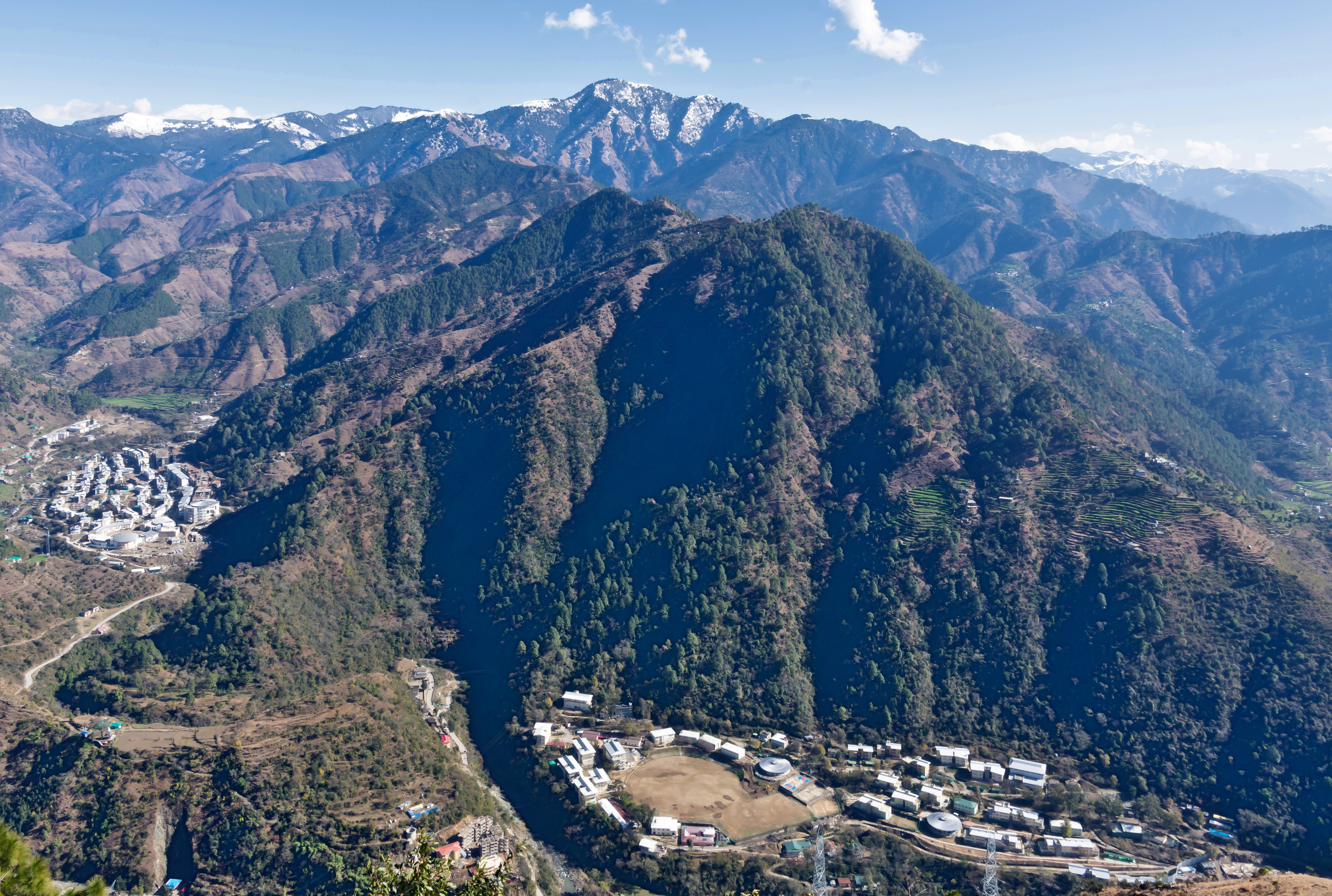
معهد مندي للIIT

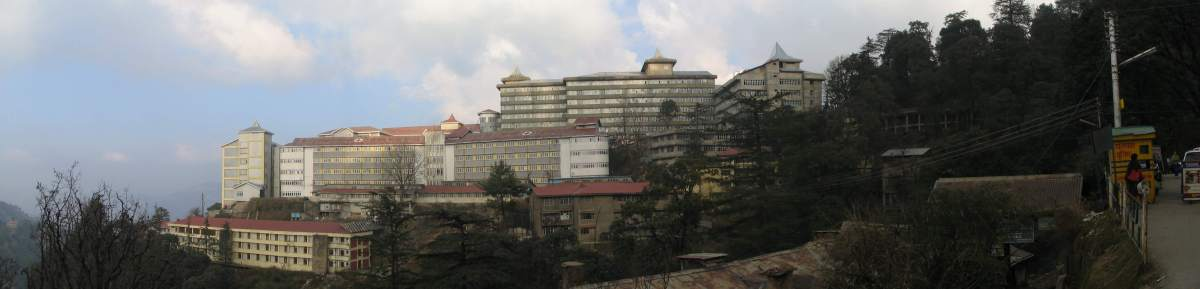
كلية أنديرا غاندي الطبية في شيملا

كانت نسبة الأمية في هماجل برديش 8% وقت الاستقلال، وهي من بين الأدنى في الهند. ارتفعت هذه النسبة إلى 82.8% في عام 2011، وهذه النسبة من بين الأعلى في البلاد. بالولاية أكثر من 10,000 مدرسة ابتدائية و1,000 مدرسة اعدادية وأكثر من 1,300 مدرسة ثانوية. أصبحت هماجل أول ولاية هندية توفر التعليم الابتدائي لكل طفل في إطار الالتزام الدستوري بجعل التعليم الابتدائي إلزاميًا. نسب التعليم بين الجنسية في الولاية متقاربة فيصل معدل القراءة والكتابة للإناث في الولاية إلى حوالي 76%. كما أن معدلات التحاق الفتيات بالمدارس تقترب من 100% في المرحلة الابتدائية لكن تبدأ هذه الفجوة بالظهور في مستويات التعليم العليا ولكن الولاية تتقدم بشكل كبير على الولايات الأخرى في تقليص هذه الفجوة. منطقة هاميربور هذه أعلى مناطق الولاية في جميع مؤشرات التعليم.
لعبت حكومة الولاية دورًا محوريًا في تعزيز معدلات الأمية من خلال تخصيص جزء كبير من الناتج المحلي الإجمالي للتعليم. ركزت النفقات على في قطاع التعليم في زيادة أعداد المدراس والمعلمين في خلال الخطط الخمسية الستة الأولى، لكن بعد الخطة الخمسية السابعة ركزت الحكومة على تحسين جودة التعليم وتحديثه. عينت الحكومة أكثر من 100 معلم لزيادة عدد المعلمين في المدارس الابتدائية عبر برنامج Vidya Upasak Yojna في عام 2001. سارفا شيكشا أبهيان هي مبادرة أخرى من حكومة هماجل برديش تهدف أيضًا إلى المشاركة المجتمعية في إدارة المدارس، ويرناكج راشتريا ماداياميك شيكشا أبهيان الذي أطلق في عام 2009 والذي يهدف إلى تحسين التعليم الثانوي.
وصل مستوى التعليم في الولاية إلى مستوى مرتفع بشكل كبير مقارنةً بالولايات الأخرى في الهند، مع وجود العديد من المؤسسات التعليمية الجيدة بالولاية من بينها جامعة بادي للعلوم والتقنيات الناشئة، المعهد الهندي للتكنولوجيا في ماندي، المعهد الهندي للإدارة في سيرمور، جامعة هماجل برديش في شيملا، الجامعة المركزية في هماجل برديش في دارامسالا، المعهد الوطني للتكنولوجيا في هاميربور، المعهد الهندي لتكنولوجيا المعلومات في أونا، جامعة ألاخ براكاش جويال، جامعة مهراجا أغراسن، وجامعة هماجل برديش الوطنية للقانون. كما تضم الولاية مؤسسات طبية بارزة مثل كلية أنديرا غاندي الطبية وكلية الدكتور راجندرا براساد الطبية الحكومية في كانجرا، كلية راجيف غاندي الحكومية للدراسات العليا في أيورفيدا في بابرولا، وكلية ومستشفى الطب المثلي في كوماراهاتي. بالإضافة إلى ذلك توجد كلية طب أسنان حكومية في شيملا وهي أول كلية أسنان معترف بها في الولاية.
وقد قررت حكومة الولاية إنشاء ثلاث كليات تمريض رئيسية لتعزيز نظام الرعاية الصحية في الولاية. يعد معهد هماجل برديش كريشي فيشوافيداليا في بالامبور وهو واحد من أشهر المعاهد الزراعية في العالم. وقد حصلت جامعة الدكتور ياشوانت سينغ بارمار للبستنة والغابات على تمييز فريد في الهند لتميزها في التدريس والبحث والتعليم الإرشادي في مجالات البستنة والغابات والتخصصات المرتبطة بها. علاوة على ذلك افتتحت كلية جواهر لال نهرو الحكومية للهندسة في سوندرناجار في عام 2006.

## الثقافة
كانت هماجل برديش واحدة من الولايات القليلة التي ظلت إلى حد كبير بمنأى عن الثقافات الخارجية ويرجع ذلك بشكل كبير إلى تضاريسها الوعرة التي تصعب التواصل. شهدت الولاية تغيرات سريعة مع التقدم الاقتصادي والاجتماعي. تشتهر هماجل بالحرف اليدوية مثل السجاد والأعمال الجلدية وشالات كولو ورسمات كانجرا وتشامبا رومالز وأحذية بولان تشابال والمجوهرات الفضية والأواني المعدنية والجوارب الصوفية وسلال القصب والأعمال الخشبية، وهناك طلب متزايد على حرفها هذه. من رموز الولاية وهو رمز شعب هماجلي أيضًا قبعات هماجلي الملونة، والتي كانت تشير ألوانها إلى الولاء السياسي، فكان يرتدي قادة حزب المؤتمر مثل فيربهادرا سينغ قبعات بشرائط خضراء (كان رئيس وزراء الولاية لستة مرات) وقادة حزب بهاراتيا جاناتا مثل بريم كومار دومال (شغل منصب رئاسة وزراء الولاية مرتين) بشرائط كستنائية.
تقام معارض والمهرجانات الوطنية والإقليمية في كل منطقة تقريبًا ومن أشهرها مهرجانات كولو دوسيهرا ومينجار ميلا وماهاشيفراتري ماندي. يشبه المطبخ اليومي للولاية مطبخ شمال الهند مع بعض التأثيرات البنجابية والتبتية. الأطعمة الرئيسة بهذا المطبخ العدس والأرز (شوال أو بهات) والخضروات وخبز الشباتي. ينتشر الطعام غير النباتي في هماجل برديش أكثر من أي مكان آخر في الهند ويرجع ذلك جزئيا إلى ندرة الخضروات الطازجة في جبال الولاية.

## روابط خارجية
حكومية
- The official site of Himachal Pradesh
- The official tourism site of Himachal Pradesh, India

معلومات عامة
- هيماجل برديش على موسوعة بريتانيكا
- هيماجل برديش على مشروع الدليل المفتوح
- معلومات جغرافية متعلقة بهيماجل برديش على خريطة الشارع المفتوح

- وسائط من كومنز
- Travel information من ويكي رحلات